# 癌细胞 (期刊)
《癌细胞》是由細胞出版社出版的一本同行评审的科学期刊。它聚焦于在细胞水平上对癌症进行各方面的研究。该期刊创始于2002年2月，由Li-Kuo Su编辑。